# Henriette Guizot de Witt
Henriette de Witt née Guizot le 6 août 1829 à Paris où elle meurt le 6 mai 1908, est une autrice française de contes pour enfants et d'ouvrages historiques.

## Biographie

### Origines familiales
Henriette Élisabeth Guizot naît le 6 août 1829 à Paris. Elle est la fille aînée de François Guizot, ministre sous la monarchie de Juillet, et de sa seconde épouse Élisa Dillon, femme de lettres.  
Par son père, elle descend de la bourgeoisie cévenole aisée et calviniste:14, liée aux camisards et dont les membres risquent leur vie dans les assemblées du Désert:172. Son grand-père André Guizot, avocat partisan des Girondins, est guillotiné à Nîmes le 8 avril 1794, à l'âge de 27 ans:15, laissant Elisabeth Sophie Bonicel veuve avec deux jeunes enfants à charge, son père et son oncle Jean-Jacques. Son arrière-grand-père Jean Guizot est pasteur au Désert. 
Par sa mère, elle descend de l'aristocratie militaire et financière du XVIIIe siècle, libérale, déiste et très fortunée jusqu'à la Révolution. Sa grand-mère Henriette de Meulan, sœur de la femme de lettres Pauline de Meulan, première épouse de François Guizot, se remarie avec Jean-Marie de Vaines, préfet en disponibilité et père de son oncle, le peintre Maurice de Vaines. Son grand-père Jacques de la Croix Dillon est un ingénieur d'origine irlandaise et l'un des constructeurs du Pont des Arts à Paris:178. Ses arrières-grands-parents sont le comte Charles de Meulan, conseiller du roi puis receveur général des finances de la généralité de Paris et Marguerite de Saint-Chamans, issue de la vieille noblesse périgourdine. 
Sa sœur Pauline naît le 22 juin 1831 et son frère Guillaume le 11 janvier 1833. Sa mère meurt d'une fièvre puerpérale quelques semaines après l'accouchement de ce dernier.
Henriette Guizot est très proche de Pauline, comme le note leur père en août 1838 : « Mes deux filles sont très unies. Tout est commun entre elles. C'est un appui et un repos dans la vie qu'une vraie intimité fraternelle. Et puis ce spectacle me plaît. Mes filles sont, dans leur famille, la troisième génération qui me la donne. Et toujours l'aînée supérieure à la cadette et la plus dévouée, la plus prompte aux sacrifices, maternelle pour sa sœur »:198.

### Une enfance protégée
Le 15 février 1837, jour de la mort de François Guizot fils, fils unique de 22 ans de Pauline de Meulan et de son père, dont il « [était] sûr qu'à [son] défaut il soignerait, il élèverait ses sœurs et son frère avec une affection paternelle », celui-ci rentre au domicile rue de La Ville-l'Evêque, se jette sur le lit d'Henriette Guizot âgée de 8 ans et lui dit : « Je n'ai plus que toi »:194. 
La famille s'épanouit au Val-Richer, leur père n'étant plus directement aux affaires jusqu'en février 1840:195. François est très proche de ses enfants, passionné par les questions d'éducation et notamment les méthodes pédagogiques novatrices de Johann Heinrich Pestalozzi inspirées de l'Émile de Rousseau qu'il diffuse dans le périodique Annales de l'Education entre 1811 et 1814 avec sa première épouse.
Ce père, — qui a perdu en quelques années ses deux épouses, son frère Jean-Jacques, son fils et deux belles-sœurs, — s'inquiète particulièrement de la santé de ses enfants : « Je mène demain mes filles à Caen, chez leur dentiste de province. Elles ont deux dents de lait à faire ôter. Il n'y a pas moyen d'attendre Paris. Les dents nouvelles poussent derrière. Cette course me dérange un peu. Mais je suis mère », « Comment ne pas trembler, la santé est un si grand mystère. Que se passe-t-il dans ce sanctuaire impénétrable de la vie ? ». Il convoque fréquemment les médecins Louis Béhier rue de La Ville-l'Evêque, Hue de Lisieux au Val-Richer, voire Gabriel Andral, gendre de Pierre-Paul Royer-Collard et successeur de François Broussais. Il organise les deux bains mensuels, encourage le régime au lait d'ânesse, insiste sur l'importance de la propreté de la chevelure et d'une alimentation consistante. Il écrit à sa mère depuis son ambassade à Londres en 1840 : « Plus j'y regarde, plus je demeure convaincu que la force, évidemment supérieure, des Anglais, tient à l'excellente viande dont ils se nourrissent habituellement » et réclame qu'aux enfants, on « [donne] de bonnes pièces de bœuf, de veau et de mouton. C'est presque toujours ce qu'ils aiment le mieux. Les petits ragoûts ne sont pas du goût du Nord comme du Midi ». François Guizot encourage l'activité physique : « Du loisir, du mouvement, de la liberté, c'est là ce qu'il faut soigner pour eux. Il n'y a point de liberté pour les enfants s'ils ne sont pas un peu seuls, livrés à eux-mêmes. L'intervention, la simple présence d'une grande personne, même dans leurs plaisirs, leur enlève quelquefois ce laisser-aller, cette verve qui leur sont très bons ». L'enfance des enfants Guizot est heureuse : « Le bonheur de mes enfants fait plaisir à voir. Ils n'ont pas assez de jambes, pas assez de voix pour y suffire »:195-196. 
Leur père leur fait fréquemment la lecture, notamment des romans de Walter Scott, en premier lieu Ivanhoë : « Vous n'avez pas idée de l'état d'exaltation où cela les met. Elles bondissent sur leurs chaises, elles en rêvent la nuit d'après. Cela ne vaut rien. [...] Je choisirai avec soin mes lectures. J'éviterai celles qui ébranleraient trop fort ces petits nerfs ». Il leur lit Villehardouin, Joinville, les grands classiques du théâtre français. En août 1839, il résume ainsi sa méthode éducative : « Je n'ai avec mes enfants point d'apprêt ni de pruderie ; je ne prétends pas arranger toutes choses autour d'eux de telle sorte qu'ils ignorent le monde, et ses imperfections et ses mélanges, jusqu'au moment où ils y seront jetés. Mais je veux que leur esprit se nourrisse d'excellents aliments comme le corps de bon pain et de bon bœuf. L'atmosphère et le régime, c'est l'éducation, morale comme physique. Je veille beaucoup à cela, et puis de la liberté, beaucoup de liberté. [...] J'ajoute beaucoup d'affection »:196-197.
François Guizot est particulièrement proche d'Henriette Guizot en raison de leur même tempérament sérieux et de leurs intérêts communs. Dès ses 15 ans, Henriette Guizot gère les affaires de la famille et joue le rôle de maîtresse de maison lors des réceptions et cérémonies officielles au ministère des Affaires étrangères:197-198. Elle connaît l'italien et l'allemand. Elle apprend l'anglais lorsque la famille s'exile à Londres entre mars 1848 et juillet 1849 à l'issue de la révolution de 1848.

### Mariage et vie de famille
Guillaume, le frère d'Henriette Guizot , fait la connaissance au collège de Bourbon (aujourd'hui lycée Condorcet) de Cornélis de Witt. Celui-ci, accompagné de son frère aîné Conrad, fréquentent à partir de 1846 l'appartement du ministère des Affaires étrangères boulevard des Capucines où résident les Guizot. Cornélis visite même ces derniers à Londres. Au retour de la famille au Val-Richer en juillet 1849, les frères sont les premiers invités et se rapprochent d'Henriette et Pauline Guizot. Cette dernière écrit dans son journal : en plein culte familial, début mars 1850, « mon père nous a donné sa bénédiction à toutes deux, sous le portrait de notre mère, en nous disant : ”elle serait bien heureuse aujourd'hui“ »:198-199.
Le 18 mars 1850, Henriette Guizot épouse à Paris Conrad de Witt. Le 18 mai 1850, sa sœur Pauline épouse Cornelis de Witt, frère de Conrad.
Le couple a trois enfants :
- Élisa Adélaïde, née le 31 mai 1851 et morte le 25[3]:207 ou le 30 septembre de la même année[10]. Pour consoler les parents de la disparition de leur fille à seulement 4 mois, François Guizot leur offre un séjour à Rome, où ils sont rejoints par Guillaume après l'échec d'un projet de mariage[3]:207,
- Pauline Ernestine Marguerite, née le 20 janvier 1853 et morte 23 octobre 1924, féministe et suffragiste,
- Jeanne Wilhelmine Henriette Catherine, née le 17 mars 1855 et morte le 27 octobre 1944. Le grand-père maternel de Jeanne, François Guizot, a une prédilection pour elle : « Elle m'aime de tout son coeur, et elle a en moi une confiance sans limites. [...] C'est curieux le degré de sympathie qui peut exister entre un homme de mon âge [70 ans] et une enfant de trois ans »[3]:200.

La tante de Conrad, Adélaïde Temminck, dite Alida, habite chez le jeune couple jusqu'à sa mort en 1868:199. Conrad et Henriette de Witt exploitent le château du Val-Richer à partir de 1855 et ne le quittent plus jamais. Cornélis et Pauline y vivent également jusqu'en 1867, date à laquelle ils s'installent à Paris. L'été, les familles se retrouvent dans le domaine familial autour du patriache:200.
Elle est au chevet de sa sœur Pauline lorsque celle-ci meurt le 28 février 1874 de la tuberculose en villégiature médicale à Cannes. Elle écrit à son père absent : « Elle est si belle et si douce dans son éternel repos. Elle vous ressemble, et à François [son demi-frère, fils de Pauline de Meulan, mort en 1837] »:200. Elle prend alors en charge les plus jeunes des sept enfants de Pauline.
Tout en poursuivant son activité littéraire, elle fait ouvrir un asile recueillant  les enfants démunis à proximité du Val-Richer, et s'associe à des amies pour fonder à Paris l’Œuvre des détenues libérées (1882).

## Œuvres
Henriette de Witt vit depuis son enfance dans un milieu familial littéraire et politique. Elle entretient une correspondance nourrie avec son père et sa sœur notamment. Lorsqu'il lui faut faire face aux difficultés financières de sa famille, Henriette de Witt, qui est la secrétaire de son père, se lance dans l'écriture.
Sous le nom de « Mme de Witt, née Guizot », elle écrit une centaine de romans et de textes d'éducation tels que Légendes et Récits pour la jeunesse (1876), Scènes historiques (cinq séries, 1875-1885), Les Chroniqueurs de l'histoire de France jusqu'au XIVe siècle (4 volumes 1882-1885),,,. Elle s'intéresse en particulier à l'histoire des femmes, en éditant les Mémoires de Charlotte Duplessis-Mornay en 1868-1869 et en publiant Les Femmes dans l'histoire en 1889.
Henriette Guizot de Witt écrit aussi des contes pour enfants comme Les Contes d'une mère à ses petits-enfants (1870), L'Histoire de deux petits frères, La Petite maison dans la forêt, Les Enfants de la Tour du Roc (1890). Ces ouvrages sont illustrés avec des vignettes ou des gravures, entre autres signées Alexandre Ferdinandus ou Édouard Zier.
Elle est également traductrice de littérature anglaise en français, notamment des textes de Shakespeare et de Dickens en français.
L'Académie française lui décerne le Prix Montyon pour Scènes d'histoire et de famille (1869), les Femmes dans l'histoire (1889), la Charité en France (1892).
Après la mort de son père, elle achève l’Histoire de France racontée à mes petits-enfants, ouvrage qu’ils avaient conçu tous les deux. Elle classe les archives et correspondances et les publie en deux volumes : 
- Henriette de Witt, née Guizot, Monsieur Guizot dans sa famille et avec ses amis, 1787-1874, Hachette et Cie, Paris, 1880, 364 p. (BNF 31660546, lire en ligne)
- François Guizot, Lettres de M. Guizot à sa famille et à ses amis : recueillies par Mme de Witt, née Guizot, 1884, 438 p. (BNF 12148, lire en ligne)